# Kimberly Bryant
Kimberly Bryant is een Afro-Amerikaans elektrotechnisch ingenieur. In 2011 richtte Bryant Black Girls Code op, een stichting met als doel om zoveel mogelijk zwarte meiden te leren programmeren. Na de oprichting van Black Girls Code is Bryant door Business Insider uitgeroepen tot een van de "25 meest invloedrijke Afro-Amerikanen in technologie".

## Jeugd en opleiding
Bryant werd geboren en groeide op in Memphis, Tennessee . Ze haalde een diploma in elektrotechniek en volgde een minor in informatica aan de Vanderbilt University .

## Carrière
Bryant richtte zich in haar studie aan Vanderbilt op hoogspanningselektronica en werd vroeg in haar carrière aangenomen bij Westinghouse Electric en DuPont. Later maakte Bryant een overstap naar de biotechnologie en werkte bij een aantal farmaceutische bedrijven, waaronder Pfizer, Merck, Genentech en Novartis.

### Black Girls Code
Bryant richtte Black Girls Code op nadat haar dochter interesse had getoond om te leren programmeren, maar geen van de beschikbare cursussen in de buurt goed bij haar pasten: er deden voornamelijk jongens mee en ze was eigenlijk altijd het enige Afro-Amerikaanse meisje. Bryant had zich tijdens haar eigen technische studie alleen gevoeld en wilde een betere leeromgeving voor haar dochter.
Black Girls Code geeft programmeercursussen aan schoolgaande meisjes in naschoolse en zomerprogramma's. De non-profitorganisatie in San Francisco heeft als doel om voor 2040 een miljoen zwarte meisjes te leren programmeren.
In augustus 2017 wees Bryant een donatie van Uber van 125.000 US dollar af, omdat ze die als niet oprecht en als een PR-initiatief beschouwde. De schenking kwam vlak na beschuldigingen van seksuele intimidatie bij Uber. In februari 2018 kondigde Black Girls Code een samenwerking aan met Uber-concurrent Lyft, waarvan Bryant de waarden meer in overeenstemming met die van de stichting beschouwde.

### Erkenning
In 2013 werd Bryant erkend als White House Champion of Change voor Tech Inclusion. In datzelfde jaar werd ze door Business Insider uitgeroepen tot een van de 25 meest invloedrijke Afro-Amerikanen in technologie van Business Insider. Bryant kreeg ook de Pahara-Aspen Education Fellowship.
In 2014 ontving Bryant de American Ingenuity Award voor sociale vooruitgang van Smithsonian Magazine.
In 2019 ontving Bryant de 2019 SXSW Interactive Festival Hall of Fame award.